# 17 Canis Majoris
17 Canis Majoris, som är stjärnans Flamsteed-beteckning, är en ensam stjärna, belägen i den mellersta delen av stjärnbilden Stora hunden. Den har en  skenbar magnitud av ca 5,80 och är mycket svagt synlig för blotta ögat där ljusföroreningar ej förekommer. Baserat på parallax enligt Gaia Data Release 2 på ca 5,3 mas, beräknas den befinna sig på ett avstånd på ca 610 ljusår (ca 188 parsek) från solen. Den rör sig närmare solen med en heliocentrisk radialhastighet på ca -13 km/s.

## Egenskaper
17 Canis Majoris är en blå till vit stjärna i huvudserien av spektralklass A2 V. Den har en massa som är ca 2,8 solmassor, en radie, som är ca 4 solradier och utsänder från dess fotosfär ca 126 gånger mera energi än solen vid en effektiv temperatur av ca 8 900 K.
17 Canis Majoris har en visuell följeslagare av skenbar magnitud 8,66 med en vinkelseparation av 42,90 bågsekunder vids en positionsvinkel på 147° år 2015.